# Солянников, Дмитрий Вячеславович
Дми́трий Вячесла́вович Соля́нников (род. 1999, Стерлитамак, Башкортостан) — российский мотогонщик, выступающий в мотогонках на льду. Вице-чемпион Европы по мотогонкам на льду.

## Биография
Вырос в семье мотогонщиков: дед Геннадий Александрович Солянников был тренером ДОСААФ по мотоспорту, занимался мотогонками на льду и спидвеем, отец Вячеслав Геннадьевич увлекался мотокроссом.
С 7 лет занимается мотокроссом в Стерлитамаке в клубе «Тепломонтаж», выступал в первенстве Уральского федерального округа, был чемпионом Приволжского федерального округа, Оренбургской области. Тренеры – Александр Кононов, Владимир Сидрачёв.
С 2012 года принимает участие в соревнованиях по гаревому спидвею, в 2013 стал призёром командного чемпионата России среди юношей. Лучший результат в юниорском зачёте – 15 место (2015, за команду Салавата.).
Основных успехов достиг в мотогонках на льду в составе команды "Каустик" (Стерлитамак). В 2016 году, уже в своём дебютном сезоне, выиграл юниорское первенство России в личном зачёте и бронзовую медаль командного зачёта. Победа в юниорском чемпионате принесла гонщику путёвку на взрослый Чемпионат Европы, в котором тот занял 2 место, уступив только многократному чемпиону мира Николаю Красникову.. В сезоне 2016-2017 года дебютировал во взрослой команде «Каустика», выиграл оба юниорских первенства – личное и командное, а также снова стал призёром чемпионата Европы. В сезоне 2017-2018 перешел в команду "ЦТВС" (Каменск-Уральский) и выступал в Высшей лиге.

## Достижения
| - Чемпионат России по спидвею среди юношей: Командный чемпионат России по спидвею среди юношей — 3 место (2013) - Чемпионат России по мотогонкам на льду среди юниоров: Личный чемпионат России по спидвею на льду среди юниоров — 1 место (2016, 2017), 3 место (2018) Командный чемпионат России по спидвею на льду среди юниоров — 3 место (2016), 1 место (2017, 2018) - Чемпионат России по мотогонкам на льду: Командный чемпионат России по спидвею на льду — 3 место (2017) | ЛЧЕ — 2 место (2016), 3 место (2017) |  |